# Betico Croes
Gilberto "Betico" François Croes, född 25 januari 1938 i Santa Cruz i Aruba, död 26 november 1986 efter att ha legat i koma sedan 31 december 1985 då han skadades svårt i en bilolycka, räknas som Arubas främste statsman och landsfader då han hade huvudrollen när Aruba blev självstyrande från Nederländerna år 1986.